# Ethylmagnesiumchlorid
Ethylmagnesiumchlorid ist eine chemische Verbindung aus der Gruppe der Grignard-Verbindungen, welche zu den metallorganischen Verbindungen gehören.

## Gewinnung und Darstellung
Ethylmagnesiumchlorid kann durch Reaktion von Ethylchlorid mit Magnesium gewonnen werden.
{\displaystyle {\ce {C2H5Cl + Mg -> CH3CH2MgCl}}}

## Eigenschaften
Ethylmagnesiumchlorid wird kommerziell als farblose bis bräunliche Lösung in Diethylether oder Tetrahydrofuran in den Handel gebracht.
Die Verbindung reagiert mit Wasser.
{\displaystyle {\ce {C2H5MgCl + H2O -> CH3-CH3 + Mg(OH)Cl}}}

## Verwendung
Ethylmagnesiumchlorid kann zur Herstellung anderer chemischer Verbindungen (zum Beispiel n-Propylbenzol, Tetraethylblei und Alkylzinnverbindungen) verwendet werden.

## Sicherheitshinweise
Da die Zersetzungswärme von Grignard-Reagenzien mit Wasser groß ist und die Lösungsmittel, in dem sie gelöst werden, leicht flüchtig und brennbar werden, müssen sie mit äußerster Vorsicht behandelt werden.